# PriministAr -プライミニスター-
『PriministAr -プライミニスター-』は、2013年8月30日にHOOKSOFTより発売されたPC用18禁恋愛アドベンチャーゲームである。
2015年2月19日には全年齢版がダウンロード専用で発売され、2015年11月27日には『PriministAr -プライミニスター- MiniFandisc 枝那森千里&駒萱野 Ver.』が発売された。
2016年9月29日にはPlayStation Vita版がエンターグラムより発売された。
2023年5月26日には『PriministAr -プライミニスター- フルHDリマスター』が発売された。
2024年3月28日にはNintendo Switch版とPlayStation 4版が発売された。

## 解説
「くせになりそうなしあわせ」をテーマとする本作は、PIT Ver2.0のほかにも、ヒロインの内面にせまる「CROSS VIEWING」や、クリア後のヒロインとの恋人生活が楽しめる「俺の部屋」、モブキャラクターに囲まれる「文化部棟の王子様」など、本編クリア後も楽しめるような作りになっている。
なお、前々作『Strawberry Nauts』とは世界観を同一にしており、PS Vita版『Strawberry Nauts』の追加ルートにて今作の舞台である粟生七舟学園が登場する。

## ストーリー
「新入生部員勧誘会」の時期が近いある日、粟生七舟学園の文化部棟に所属する男子生徒たちは、「文化部棟に所属する女子生徒のスクール水着の着用を義務付ける」という破天荒な提案をし計画を推し進めようとした結果、文化部棟を追い出され近づくことすら禁止されてしまった。
多忙のため唯一計画に参加できず難を逃れた手芸部員・天馬春近のもとには、新入部員たちが入ってきたはよいものの、女子生徒ばかりになってしまった。
いろりルート
春近はオカルト研究部の降霊術騒動で、「占い部の占い師」こと伊林 いろりと出会う。その後、文化部棟の幽霊の件で相談に来た所で偶然彼に正体を知られてしまい、幽霊と会話できる方法を探す方法を探すことにした。

## 登場人物
※声は18禁版 / 家庭用版の順。

### 主人公
天馬 春近（てんま はるちか）
主人公である粟生七舟学園の手芸部の部長で、「文化部棟の王子様」とも呼ばれている。
PIT上では天馬という事でペガサス（またはペガ）と呼ばれている。
運動能力も高く、着ぐるみをきながらバック宙や側宙をする事が出来る。基本的に何でも人並み以上にこなしてしまう才能があるため、文化部、運動部からの雑用要請も進んで引き受けている。そのためか手芸部内外でも人気が高い。怒らせるとかなり怖い。
何でも器用にこなしてしまうが、料理が下手であり、かのこルートでは彼女の真似をしようとした事が原因であることが明かされた。動物のデザインもあまり得意ではないようで手芸で作った編みぐるみや着ぐるみをよく他の動物と間違われる（ネズミを作ったらイヌと間違われる等）。
女子たちからは計画を知らなかったことと前述の雑用要請の影響で人気と信頼も高いために「男子文化部」と見なされておらず、文化部棟に男子では唯一立ち入りが許可されている。それだけにとどまらず、たとえ事故で女子が着替え中の部屋に入ってしまっても全く騒がれないどころか歓迎までされる。
恋愛事に関しては若干鈍感だが、洞察力はあり十貴恵や巴菜の本当の姿（十貴恵の娘大好き、巴菜は実はシスコン）を見抜いたりしている。また夫に対し何か含むところがある十貴恵の悩みさえもあっさり解決してしまう。
動物からも懐かれやすく、馬術部が手を焼く暴れ馬ですら彼の前では大人しくなる。

### メインキャラクター
安芸 かのこ（あき かのこ）
声 - 秋野花 / あさみほとり
春近の幼馴染。恥ずかしがり屋だが世話好きで、ささやかながらも春近の世話を焼く。実家は喫茶「紅葉屋（もみじや）」をしており街でも有名。
料理の腕は確かだが、調理具に名前を付けて「魔王かのこ」なる遊びをしてしまう事がある。料理を教えたのは母親で春近の裁縫を始めるきっかけでもある。父親は紅葉屋の店長をしておりコーヒーや紅茶を淹れるのが上手。
なお、ゲームでは名前は平仮名で表記されるが、きちんと漢字が当てられており本来は「鹿子」と書く。その為、春近と結婚して「天馬鹿子」となる妄想をしたが、馬鹿子（ばかのこ）とも読めてしまう事に若干落ち込んでいた。
パニックに陥ると「ほわああ」などと慌てふためく様から、PIT上では「ほわ子」と呼ばれている。
枝那森 千里（えなもり せんり）
声 - 白月かなめ / 松山紗香
春近より後に入った手芸部員。おとなしいようで、大胆な言動をする。また、黙々と編み物に勤しんでいるように見えて、実は春近のことを見守っていることが多い。強い芯を持っており、春近を出会った頃から想い続けている。幼い頃から色覚異常を抱えており今ではまともに色の判別が難しく、失明の恐れがあり時間の問題とされている。実際自身のシナリオのエピローグでは完全に失明している。
笑ったりと表情が表立って出ないため、笑う姿はレアとされている。しかし、春近の前ではよく笑う姿が見られる。残念そうな時、上目遣いで見られると罪悪感が大いに刺激されて正直になってしまう。
PIT上では名前を捩って「えなモン」と呼ばれている。
MiniFandiscでは春近と同棲しながらプロの童話作家として活躍しており、失明後に見出だした「夢」を叶えている。両実家との関係は良好。春近と結婚式を挙げ、ほどなくして女児（結莉）を授かる。
継花 三澄（つぎはな みすみ）
声 - 有栖川みや美 / 高田初美
粟生七舟学園の女子生徒。性格がよいうえに、文武両道でなおかつミスコングランプリ受賞を果たすほどの美貌を持つが、本人はそのことを意識していない。流々子に振り回される事が多いが、流々子から春近の事を聞いておりある程度知っている。知り合いになってからは積極的に関わろうとする。母であり教師でもある十貴恵（ときえ）とは不仲に見える。
PIT上では「つぎゅ姫（または姫、つぎゅ）」と呼ばれている。
木倉 汐路（きくら しおじ）
声 - 青葉りんご / 北野愛
由芽の従者で、自分や他者（特に男性）に対しては厳しくする一方、主には甘えることがあり、由芽の幸福を幸せに思っている。春近を敵と認識しており、何かと冷たい言葉を投げかけたり手を下そうとする。由芽の手前、それが出来ないことを悔しがっている。
鉄針を常備しており、由芽に危害を加えようとする輩に投擲している。精度は百発百中で隙あらば春近にも投げているがよけられてしまう。身体能力も高く、体育会系の男子でさえ圧倒するほど。
春近以上に鈍感であり、春近から告白されても当初は告白されていることに気付かないほど。
PIT上では名前を捩って「COG」と呼ばれている。
桐理 つばさ（とうり つばさ）
声 - 百瀬ぽこ / 岩﨑春奈
春近の後輩。自分の好きなことしかせず、そしてそのことに関しては天才的技能を誇るタイプ。新入生総代を務めるほどの秀才で、特別扱いしなかった春近に好感を抱いて手芸部に入部する。思った事を口にするタイプだが、周囲の反応は悪くなく、むしろ人気者。春近に抱きつくなどスキンシップが激しい。名前を呼ぶときは年齢に関係なく名前で呼び捨て（表記上、すべてひらがな）。
ミスコンの優勝候補として挙げられてはいるが、本人にとって手芸部（特に春近）にしか興味がないため出場を断っている。しかし、自身のルートでは流々子に優勝賞品を教えられ出場を決意し優勝する。
PIT上では髪の毛の色から「ピンクちゃん」と呼ばれている。
継花 流々子（つぎはな るるこ）
声 - 藤咲ウサ / 桜咲千依
三澄の姉で、シスコン。学園で知らない者はいないほどのトラブルメーカー。三澄以外を渾名で呼んでいる（春近→はるちー、かのこ→かのこっち、千里→えなもん、汐路→しおじぃ、つばさ→ツバきち、由芽→ゆめっこ）。成績は優秀だが、英語の発音は全くダメで全てひらがなで表記される。
実は妹同様に照れ屋で普段のハイテンションはそれを隠す意味もある。
PIT上では「R子」と呼ばれている。本人も積極的にPITのBBSに書き込んでおり、普段の調子と全く変わらないので匿名でもバレバレ。
専用のルートがあるが他のヒロインと比べたらかなり短く唐突に「とりあえずこれであたしのルートは攻略完了」というメタ発言をする。
比古咲 花蓮（ひこさき かれん）
声 - 奏雨 / 尾崎真実
つばさの理解者で親友。つばさルートでのみ登場。
春近とは手芸仲間で、その道の先生として慕っている。現在でも連絡は取っており、たまに会っては手芸を教えて貰っている。通学している学校も春近と相談して決めたと発言している。
春近を愛しているとつばさに宣言し、後につばさの背中を押すための嘘だったと明かすが、実際はつばさより前から春近のことが好きだった。エピローグでは略奪愛に目覚めそうになっている（そうなった原因はつばさと旅行に行った時に散々惚気られたため）。
PIT上では「後輩ちゃん」と呼ばれている。
DL版から攻略対象となった。また2014年5月2日よりはオフィシャルサイトにてルート追加パッチが公開されパッケージ版でも攻略可能となった。そのルートで肝心な時にはほぼ100％雨に降られるいわゆる雨女である事が明かされる。
伊林 いろり（いばやし いろり）
声 - （未登場） / 佐倉綾音
PS Vita版追加ヒロイン。
「占い部の占い師」として活動しているが、占い部の決まり事としてその事は部員以外に伏せられている。その為、占い師の時は大人のお姉さん風、教室ではクールな少女と口調を使い分けているが、素の性格や口調はアクティブでややボーイッシュ。困っている人を放っておけない所は春近に似ている。コッペパンが好物で占い師の報酬としてもらえる100円の食券でいつも食べている。
実は占いは全く当たらず、PITで情報を集めて自分なりの解決方法をアドバイスしているのみ。しかし、裏を返せばその逆の解釈をする事でほぼ的中する。
PIT上では「ロリたん」と呼ばれている。

### サブキャラクター
参宮 由芽（さんぐう ゆめ）
声 - 早瀬ゃょぃ / 早瀬弥生
名家の令嬢。頭は良いが、精神的に幼いところがある。双子の妹がいる。出来の良い妹と常に比べられ、家では冷遇されており父親からは道具としてしか見られていないため嫌っている。紛れも無く小学生だが、参宮家が七船学院の理事長である為、七船学院に入り浸っている。
汐路ルートでは妹共々天馬家に養子縁組をする。その際に「お兄ちゃん」と呼ぶようになる。なお、春近の両親は二つ返事で了承したもよう。
PIT上では名前を捩って「ゆぬ様」と呼ばれている。
参宮 巴菜（さんぐう はな）
声および身長などは由芽と同様
由芽の双子の妹である。汐路ルートでのみ登場。出来の良い妹として振舞っている。
姉である由芽に辛辣な言葉をかけるがその実シスコンであり、姉のために父親を欺いたり、会社や長老衆を懐柔したりしていた。父親の事はゴミと呼んでいる。
姉共々天馬家に養子縁組をする。その際に「お兄様」と呼ぶようになる。
駒 小糸（こま こいと）
声 - 雪村とあ / 北村彩
萱野の娘（血は繋がっていない）の小学生。春近を兄のように慕っており、「お兄さん」と呼んでいる。由芽とはクラスメイトである。攻略不可。
ノーマルエンドでは雷が苦手であることが明らかになる。
PIT上では天馬の妹と勘違いされたことから「妹ちゃん」と呼ばれている。
駒 萱野（こま かやの）
声 - 美月 / 小林桂子
小糸の継母で春近が借りている（お姉さんだらけ〈出版社で働いている人、大学生、役者志望の人、自称外国から来たという人〉の）アパート「なかきよ」の管理人。攻略不可。まだ誰とも付き合った事がないらしい。
管理人の傍ら、ショッピングモールのパン屋で働いており、その姿を見られるのが恥ずかしいため、小糸以外には教えていないが、ふとした拍子に小糸がこの事を春近に話してしまい彼の知ることとなった。
PIT上では「パン屋のお姉さん」として話題に出ることがある。
MiniFandiscでは攻略対象となる。
学園生時代からパン屋のアルバイトをしていた。自作したパンが初めて店頭に並んだ日、最初に自分のパンを買ってくれたのが当時小学生の春近であった。その頃から度々店を訪れる春近のことを意識していて、度重なる自身への告白を断り続けてきたのも実はそのため。
2年ほど前から店に来なくなった春近のことを案じていたが、春近が転居先を探して偶然「なかきよ」の前を通りかかった時に彼女が声をかけたという経緯が明らかになる。
継花 十貴恵（つぎはな ときえ）
声 - 桜川未央 / 小林眞紀
継花姉妹の母親で、学園の教師。流々子に対しては軽口を言っているが、三澄に対しては少々冷たく厳しい。
実際は三澄が幼い頃に「凛々しい母親がカッコいい」という発言をし、十貴恵がそれを未だに続けているのが真相である。本当は流々子と同じくらい溺愛している。そして実直なようでいて裏では流々子と同じくらい破天荒。総じて、お説教が長いところは三澄に、お菓子好きと破天荒なところは流々子に引き継がれている。
PIT上では「トッキー」と呼ばれている。
PS Vita版『Strawberry Nauts』の追加ルートにてゲスト出演している。

### その他
幽霊
声 - 北都南 / ひと美
文化部棟の幽霊。予約特典のパッチを当てる事で登場し攻略が可能となる。2014年5月2日よりはオフィシャルサイトにてパッチが公開されている。
あくまで特典キャラなのでシナリオ自体は短い。
PS Vita版の追加ルートであるいろり編では重要な役割を持つサブヒロインに抜擢された。
石丸 立花（いしまる りっか）
クラスメイトでかのこの友人の一人。愛称はりっちゃん。料理部所属。
天馬 結莉（てんま ゆうり）
ビジュアルファンブックに収録されたSSにおいて登場した春近と千里の娘。千里のことは「おかあさん」と呼んでいるが、春近のことは「はるちか」と呼んでいる。
MiniFanDiscでも千里のお腹の中の娘として登場。「結」の字には人との結びつき、皆に慕われる子になるようにとの願いを、「莉」には一生生活に困らないようにとの願い（と同時に千里の「里」から音を貰っている）を込めて春近が名付けた。

#### 文化棟の王子様
いずれも声優名は不明。
修善寺 紗更（しゅうぜんじ ささら）
「濡れ衣パニック」および「禁男の撮影会!?」に登場。ドSである。写真部に所属。
刑部 小松（おさかべ こまつ）
「弦つるツル鶴」および「千羽の利休」に登場。人見知りである。吹奏楽に所属。
鐘戸 水瀬（かねと みなせ）
「見ざる言わざるござる」および「猫とござるは使いよう」に登場。ござる研究会に所属いる。
ござる研究会の所属人数は24人。
小鳥遊 風香（たかなし ふうか）
「先輩こんにちは♪」および「可愛い花にはご用心」に登場。映画研究会に所属。
春近に女装をするように要求してくる。
宍谷 すばる（ししたに すばる）
「七舟新聞号外1」および「七舟新聞号外2」に登場。新聞部に所属。
近江 真百合（おうみ まゆり）
「クールビューティー」および「クールキューティー」に登場。
役作りのために少女漫画を読んだところハマってしまった。
支倉 幸歩（はせくら ゆきほ）
「ふえぇぇ〜無理です〜」および「先生、ありがとう！」に登場。ドジっ子先生。
葛原 亜理紗（くずはら ありさ）
「マジシャンの資質？」および「魔法使いのお姫さま」に登場。手品同好会に所属。
「魔法使いのお姫さま」ではある事が示されている。

## 用語
PIT（Personal Identification Terminal）
『Strawberry Nauts』と同様に学園から支給される多機能な専用の携帯端末機であり、今作ではver2となっている。
今作の舞台である七舟学園に寿々苗グループが出資しているため、試験的に導入された。
ルートによっては『Strawberry Nauts』の舞台である五光館学園の話題がPITで出る事もあるが、物語上に絡んで来ることはない。
電話、メール、学園内BBSの閲覧および書き込み、管理用のIDの配布、電子財布など多機能である。なお、春近は電子財布については知らなかった。

## スタッフ
- 原作 - HOOKSOFT
- 原画 - 松下まかこ、もとみやみつき、羽鳥ぴよこ、蜜キング（サブ）[1]
- シナリオ - 神代いづみ、木村ころや、桜城なお、九平和泉
- グラフィックチーフ - もとみやみつき
- 音楽 - OdiakeS（英語版）
- ムービーデザイン - yo-yu
- 編集 - 黒木ノア、松田典弘
- 広報 - 伊藤直子
- プロデューサー - kei
- ディレクター - 山根呂兵
- エグゼクティブプロデューサー - 亜佐美晶

## 制作

### キャスティング
PS Vita版追加ヒロインである伊林 いろりを演じた佐倉綾音は、可憐な見た目とは裏腹に多面的なキャラクターであることを知り、どの面も魅力的に見せられるようにしたいと考えながら収録したとエンターグラムが公開したインタビューの中で語っている。また、演技にあたっては、キャラクターの見た目に影響すぎぬよう、それでいてどこかかわいらしさや愛嬌を残すことを意識したという。

## 主題歌
OP主題歌「虹色の季節へ」
作詞 - 日山尚 / 作曲・編曲 - 東タカゴー / 歌 - 霜月はるか
挿入歌「My shinin' star」
作詞 - 日山尚 / 作曲・編曲 - OdiakeS / 歌 - 鈴湯